# ستوكهلم (ساسكاتشوان)
ستوكهلم (بالإنجليزية: Stockholm, Saskatchewan)‏ هي قرية تقع في كندا في ساسكاتشوان. يقدر عدد سكانها بـ 341 نسمة ومساحتها 1.65 كم2 .